# Matthew Hassan Kukah
Matthew Hassan Kukah (Ikulu, Nigeria, 31 augustus 1952) is de huidige bisschop van het rooms-katholieke bisdom Sokoto.

## Jeugd en opleiding
Bisschop Kukah is geboren op 31 augustus 1952 in Anchuna, Ikulu Chiefdom in Zango Kataf lokaal bestuursgebied van  Kaduna. Kukah ontving zijn basisonderwijs op de basisschool St. Fidelis, Zagom, toen St. Joseph Minor Seminarium, Zaria, alvorens te gaan naar St. Augustine Major Seminary Jos, Plateau staat, waar hij de Filosofie en Theologie bestudeerde. Kukah werd op 19 december 1976 tot Katholieke Priester benoemd. Kukah woonde ook bij de Universiteit van Ibadan, waar hij een diploma in religieuze studies behaalde. Kukah ontving ook de Bachelor of Divinity aan de Pauselijke Urbaniana Universiteit, Rome in 1976, gevolgd door een meestersgraad in vredestudie aan de Universiteit van Bradford, Verenigd Koninkrijk in 1980. De academische werkzaamheden van Kukah culmineerden met een promovendus aan de Universiteit van Londen's School of Oosterse en Afrikaanse Studies (SOAS) in 1990.
Tussen 1999 en 2001 diende hij als lid van de Nigeriaanse Onderzoekscommissie van Schendingen van de Mensenrechten. Naast zijn werkzaamheden als parochiepriester van Saint Andrews's parochie in Kakuri, Kaduna vanaf 2004 tot zijn benoeming als bisschop, was hij secretaris van de Nationale Politieke Hervormingsconferentie (2005) en vanaf 2005 is hij de voorzitter van de Ogoni-Shell Reconciliation. Daarnaast heeft hij tussen 2007 en 2009 ook gewerkt in de commissie voor de hervorming van de verkiezingen die door de Nigeriaanse regering is opgericht.